# Эстеррайхер, Карл
Карл Эстеррайхер (нем. Karl Österreicher; 3 января 1923, Рорбах-ан-дер-Гёльзен — 11 марта 1995, Санкт-Пёльтен) — австрийский дирижёр, кларнетист музыкальный педагог.

## Биография
С 1946 года учился в Венской музыкальной академии в классе кларнета Леопольда Влаха, затем там же изучал дирижирование под руководством Ханса Сваровски. Первоначально не оставлял исполнительской карьеры и с 1956 года даже начал преподавать кларнет в своей alma mater, однако затем всё же сосредоточился на дирижировании и особенно на преподавании дирижирования: в 1964 году возглавил оркестр академии, с 1969 года экстраординарный, а в 1973—1992 годах — ординарный профессор. Среди учеников Эстеррайхера были Дмитрий Китаенко, Карлос Кальмар, Али Рахбари, Луис Антонио Гарсиа Наварро, Агнес Гроссман, Бела Драхош, Балаж Кочар, Фабио Мастранджело, Иван и Адам Фишеры и другие; сообщается, что начальный курс дирижирования прошёл у него и Пласидо Доминго. За пределами академии выступал как дирижёр довольно редко, однако на протяжении ряда лет был приглашённым дирижёром Симфонического оркестра Ленинградской филармонии и Симфонического оркестра Кюсю, работал также с Симфоническим оркестром Венского радио.